# Robion
Robion là một xã trong tỉnh Vaucluse thuộc vùng Provence-Alpes-Côte d’Azur ở đông nam nước Pháp. Xã này có diện tích 17,07 km2. Sông Calavon chảy theo hướng tây qua giữa thị trấn.